# Ronald Shusett
Ronald Shusett (Pittsburgh, 28 giugno 1935 – 29 agosto 2024) è stato uno sceneggiatore e produttore cinematografico statunitense.
È noto per avere scritto la sceneggiatura di Alien (1979) insieme a Dan O'Bannon. Nel 1974 adattò il racconto breve di Philip K. Dick Ricordiamo per voi per la sceneggiatura di Atto di forza (1990). In alcuni casi viene accreditato come Thilo T. Newman.

## Filmografia

### Sceneggiatore
- W (1974)
- Alien (1979)
- Fobia (Phobia) (1980)
- Morti e sepolti (Dead & Buried) (1981)
- The Final Terror (1983)
- King Kong 2 (King Kong Lives) (1986)
- Nico (Above the Law) (1988)
- Atto di forza (Total Recall) (1990)
- Freejack - In fuga nel futuro (Freejack) (1992)
- Hemoglobin - creature dall'inferno (Bleeders) (1997)

### Produttore
- Alien (1979)
- Morti e sepolti (Dead & Buried) (1981)
- King Kong 2 (King Kong Lives) (1986)
- Atto di forza (Total Recall) (1990)
- Freejack - In fuga nel futuro (Freejack) (1992)
- Minority Report (2002)